# Isis
Isis — американський музичний гурт, сформований у Бостоні в 1997 році. Напрямок їхньої творчості описується як авангардний метал, пост-метал чи експериментальний рок зі значним впливом таких гуртів як Neurosis і Godflesh, композиції яких відрізняються значною протяжністю з поступовим розгортанням музичного полотна і використанням мінімалістичних технік.

## Склад

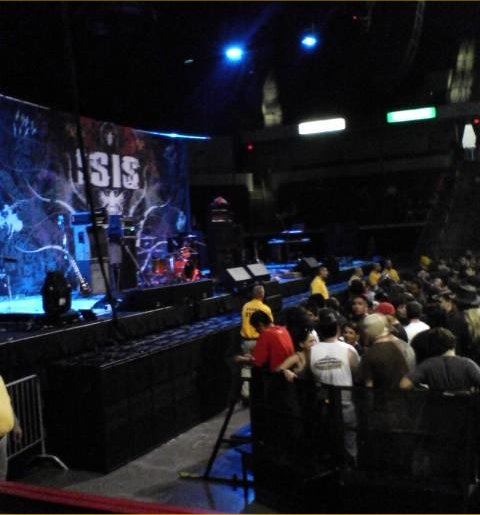
гурт Isis, концертний виступ, 2006 р.

- Аарон Тернер — гітара, вокал
- Аарон Гарріс — ударні
- Джефф Кексайд — бас-гітара
- Майкл Ґаллаґер — гітара
- Кліфф Майєр — гітара, електронні інструменти

## Дискографія
| - Mosquito Control (1998, EP) - The Red Sea (1999, EP) - Sawblade (1999, EP) - Celestial (2000) - SGNL 05 (2001, EP) - Oceanic (2002) - Live.01 (2004) - Panopticon (2004) | - Live.02 (2004) - Live.03 (2005) - Live.04 (2006) - In the Absence of Truth (2006) - Clearing The Eye (2006, DVD) - Shades of Swarm (2007, Box Set) - Wavering Radiant (2009) |